# Edouard De Vigne
Pour les articles homonymes, voir De Vigne.
Edouard De Vigne, né le 8 août 1808 à Gand où il meurt le 8 mai 1866, est un peintre paysagiste romantique belge.

## Biographie

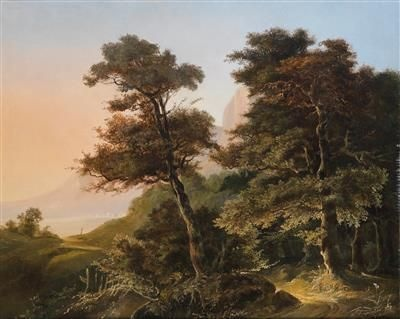
Paysage

Il naît à Gand le 4 août 1808 au sein d'une importante famille d'artiste. Il est le fils d'Ignatius De Vigne est peintre décorateur et de Marie Albertine Van Troostenberghe. Ses frères sont le peintre Félix De Vigne, le sculpteur Pierre De Vigne et le musicien Alexandre De Vigne (1814-1869).
Après ses études à l'Académie royale des beaux-arts de Gand, il devient l'élève privé du peintre paysagiste gantois Paul Surmont de Volsberghe. En 1834, il reçut un premier prix de peinture de paysage à Anvers grâce au tableau Paysage de montagne avec des arbres pendant les orages. Cela lui vaut une bourse de l'État pour entreprendre un voyage en Italie.
Il séjourne en Italie de 1836 à 1839. Sa femme, Sophie Caroline Quanonne qu'il épouse peu avant son départ en 1834, meurt au cours de ce voyage des suites du choléra dans la ville de Portici.
Après l'Italie, il voyage également à travers l'Angleterre en 1841.
Il est membre de la Société des Amis des Beaux-Arts de Gand.